# Marcus Kinhult
Marcus Kinhult (Fiskebäckskil, 24 juli 1996) is een Zweedse golfer. Hij is lid van de Skaftö Golf Club in Fiskebäckskil.

## Amateur
In 2013 won hij het Skandia Junior Open Boys met drie rondes van 70.
In 2014 eindigde hij op de 2de plaats bij de Nanjing Youth Olympic Games achter Renato Paratore en won hij opnieuw het JSM Slag Boys Championship. Hij speelde in september in het Europese team van de Junior Ryder Cup samen met onder meer zijn 17-jarige landgenote Linnea Ström (WAGR 8). 
In 2015 was hij de beste amateur bij de Nordea Masters, nadat hij begonnen was met een ronde van -5 en aan de leiding had gestaan met Jens Dantorp en Chris Paisley. In ronde 2 scoorde hij 68, net als Dantorp, goed genoeg om aan de leiding te blijven. Daarna waren zijn rondes boven de 70, zodat hij naar de 33ste plaats afzakte. Toch steeg hij naar wereldranglijst (WAGR) nr 6. Alex Norén won de Nordea Masters voor de tweede keer.
Een week nadat hij de Sage Valley Invitational won, was hij de eerste Zweed die de Lytham Trophy won met 8 slagen voorsprong op Cormac Sharvin, Robin Roussel en Richard James, die de tweede plaats deelden. Daarna stond hij op de derde plaats van de WAGR. Hij mocht meedoen aan de European Masters. Die vrijdag werd hij 19 jaar. Hij bleek opnieuw de beste amateur te zijn en eindigde op een gedeeld 10de plaats.

### Overwinningen
- 2013: JSM Slag Boys Championship (297), Skandia Junior Open Boys
- 2014: JSM Slag (284)[3]
- 2015: Junior Invitational at Sage Valley, Lytham Trophy[4]

### Teams
- Junior Ryder Cup: 2014
- Junior World Cup: 2013
- Eisenhower Trophy: 2013

## Professional
Sinds 2015 werd Kinhult professional en kwam in 2016 uit op de Europese PGA Tour. Na een half seizoen ging hij verder op de Challenge Tour. In 2017 behaalde hij enkele mooie resultaten op de Challenge Tour zodat hij in 2018 terug kon aantreden in de Europese Tour. Dankzij onder andere een derde plaats op de Qatar Masters en een vijfde plaats op de Open de France kwalificeerde Kinhult zich in 2018 voor het eerst voor The Open Championship, een van de vier Majors. In 2018 eindigde hij 49e in de Order of Merit van de Europese PGA Tour. In 2019 behaalde Kinhult zijn eerste overwinning op de Europese PGA Tour dankzij winst in de British Masters. Hij eindigde het seizoen op de 12e plaats op de Order of Merit.

### Overwinningen
| Jaar | Toernooi        | Tour              |
| ---- | --------------- | ----------------- |
| 2019 | British Masters | Europese PGA Tour |

### Resultaten op deMajors
| Major                 | 2016 | 2017 | 2018 | 2019 | 2020 |
| --------------------- | ---- | ---- | ---- | ---- | ---- |
| Masters Tournament    |      |      |      |      |      |
| U.S. Open             |      |      |      | T32  |      |
| The Open Championship |      |      | T61  |      |      |
| PGA Championship      |      |      |      |      | CUT  |

CUT = miste de cut halverwege

### Resultaten op deWorld Golf Championships
| Toernooi             | 2016 | 2017 | 2018 | 2019 | 2020 |
| -------------------- | ---- | ---- | ---- | ---- | ---- |
| WGC Kampioenschap    |      |      |      |      | T69  |
| WGC Matchplay        |      |      |      |      |      |
| WGC Invitational     |      |      |      |      |      |
| WGC - HSBC Champions |      |      |      |      |      |